# Kyllinger på rejse
Kyllinger på rejse er en dansk virksomhedsfilm fra 1949, der er lavet for Brovst Fjerkræslagteri. Filmens første halvdel er sort/hvid, resten er i farveoptagelser.

## Handling
Brovst Fjerkræslagteri startede i 1941 under meget beskedne former. Kyllingerne opkøbes rundt om på gårdene, samles på lastbiler og køres hjem til slagteriet. Her er det kvindearbejde at plukke og tage indvoldene ud. Pakkeriet gør det slagtede fjerkræ klar til forsendelse, hvorefter kasserne fragtes ud til blandt andet sommergæsterne på Svinkløv Badehotel og Badehotel Klitrosen ved Slettestrand samt det ganske land og videre endda. For fjerkræeventyret i Brovst er også porten til den store verden. Kyllingerne eksporteres til store dele af Europa via skib, fly og lastbiler. For eksempel går en tur fra frysehuset i Aalborg til Englandsbåden i Aarhus Havn. Der er også optagelser fra en lastbiltur fra Aalborg, via Esbjerg hvor der lastes fisk og ned gennem Tyskland, som går gennem ruinbyerne Hamborg og Hannover. Herfra over Kurventhal og Heidelberg (hvor nazismen stadig lurer, selv om det er amerikansk hovedkvarter) til Basel og Luzern i Schweiz, hvor der er optagelser fra en sejltur på Vierwaldstättersøen og en tur i svævebane.